# Pepys-eiland

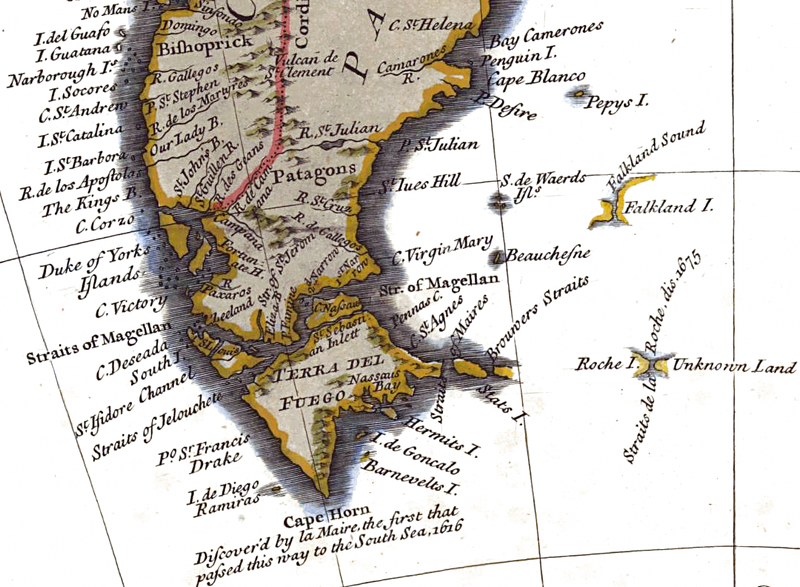
Pepys-eiland op een kaart uit 1744

Pepys-eiland (Engels: Pepys Island) is een spookeiland dat de Britse ontdekkingsreizigers Cowley en Dampier rond 1684 zouden hebben gezien op ongeveer 230 mijl ten noorden van de Falklandeilanden. In 1775 noemde James Cook Zuid-Georgië ook Pepys-eiland.
Het eiland werd naar alle waarschijnlijkheid vernoemd naar de Britse schrijver Samuel Pepys.